# CouchFM
CouchFM (Eigenschreibweise: couchFM) ist ein von Studierenden betriebenes Hochschulradio in Berlin. Es ist ein Projekt der Humboldt-Universität zu Berlin, Freien Universität Berlin und Technischen Universität Berlin in Zusammenarbeit mit ALEX Berlin, einer Einrichtung der Medienanstalt Berlin-Brandenburg (mabb).
Als Ausbildungsradio vermittelt es medieninteressierten Studierenden aller Berliner und Brandenburger Universitäten und Hochschulen die relevanten Stufen der Radioproduktion, die sie durch die Mitgestaltung des couchFM-Programms aktiv anwenden können.
couchFM sendet seit Oktober 2016 täglich von 17:00 bis 18:00 Uhr auf der Frequenz 91,0 MHz bei ALEX Berlin. Außerdem kann man die Sendungen im ALEX Kosmos online im Livestream und in der Mediathek abrufen.

## Programmschwerpunkte
couchFM versteht sich als Radio von Studierenden für Studierende. Intern gliedert sich die Redaktion in die Bereiche Wort, Musik und Online auf. Das Campusradio hat den Anspruch, crossmedial aufzutreten und ist in sozialen Netzwerken aktiv. Inhaltlich legt couchFM seine Schwerpunkte auf studentische und berlinbezogene Themen. In der Musikauswahl stehen aufstrebende Künstler und Neuerscheinungen im Vordergrund.

## Geschichte
Im Herbst 2011 beschlossen Jens Wendland (ehemaliger Hörfunkchef des Senders Freies Berlin) und Wolfgang Mühl-Benninghaus, ein Campusradio für Berlin zusammen mit Studierenden zu entwickeln und herauszugeben. Zum Wintersemester 2011/12 boten sie dazu eine Einführungsveranstaltung zum Thema Rundfunk für Studierende an, um gemeinsam ein Konzept zu erarbeiten. Unter Anleitung von professionellen Journalisten konnten die Studierenden alles produzieren, was zu einer Radiosendung gehört: Nachrichten, Reportagen, Kommentare und Kritiken genauso wie die notwendigen Moderationen der Beiträge. Die Themen drehten sich zunächst um das studentische Leben und die Universität.
couchFM basiert auf einer Initiative der Medienanstalt Berlin-Brandenburg (mabb). Diese schrieb 2011 für Berliner Hochschulen aus, Ausbildungsrundfunkkonzepte einzureichen. Das Institut für Musikwissenschaft und Medienwissenschaft der Humboldt-Universität Berlin konnte mit seinem Konzept überzeugen. Unterstützt und gefördert wurde das Projekt fortan vom Medieninnovationszentrum Babelsberg (MIZ), einer Einrichtung der Medienanstalt Berlin-Brandenburg (mabb). Das Campusradio soll Studierenden aller Fachrichtungen und einem breiten Themenspektrum offenstehen. Die Ausbildung der ersten studentischen Redakteure startete im Wintersemester 2011/12. Dazu vermittelte Jens Wendland zusammen mit Verantwortlichen des Studentenradios der TU Dortmund und Programmmachern von radio Eins, Studierenden die Grundzüge des Radiomachens. Im MIZ-Babelsberg konnten die Studierenden die ersten Beiträge im hauseigenen Hörfunkstudio produzieren.
Die Pilotsendung wurde am 11. Mai 2012 ausgestrahlt, der reguläre Sendebetrieb wurde am 19. Oktober 2012 aufgenommen. Zunächst mit einer vorproduzierten Sendestunde am Freitag, wurde das Programm durch die starke Resonanz und die stetig wachsende Anzahl an Redaktionsmitwirkenden auf eine zweite Programmstunde am Montag erweitert. Gesendet wurde dabei im Radioprogramm von ALEX Berlin auf der Hörfunkfrequenz 88vier. Im Zuge des Starts der neuen Vollfrequenz 91,0 MHz von ALEX Berlin im Oktober 2016 wurden Struktur, Erscheinungsbild und Senderhythmus des Campusradios so überarbeitet, dass fortan ein tägliches Programm ermöglicht wurde.

## Radioausbildung bei couchFM
Die Mitarbeit bei couchFM ist nicht semesterbeschränkt, sondern findet ganzjährig statt. Jeweils im Winter- und Sommersemester werden begleitend Seminare an den Universitäten sowie Workshops im MIZ Babelsberg angeboten, um theoretische und praktische Grundlagen zu vermitteln. 
Mitglieder können Teil der Wort-, Musik- oder Onlineredaktion werden, welche sich wöchentlich zu Redaktionssitzungen zusammenfinden. 
Seit 2014 leitet Hermann Meyerhoff (Leiter Programmkoordination, rbb) das Universitäts-Seminar "Einführung in den digitalen Hörfunk" einmal zu Beginn eines jeden Semesters. Das Seminar vermittelt den theoretischen Hintergrund der Radioarbeit und dient als Vorbereitung für die praktische Mitarbeit bei couchFM.

## Sendungen
couchFM läuft täglich von 17:00 bis 18:00 Uhr bei ALEX Berlin auf 91,0 MHz.
Das Wochenprogramm ist wie folgt aufgebaut:
Montag:
Zu Gast bei couchFM – Sendeplattform für externe studentische Projekte
Dienstag:
Magazin – Live-Sendung mit neuester Musik und aktuellen Talk-Themen
Mittwoch:
Klangkompott – Musiksendung zu einem bestimmten Themenfeld
Donnerstag:
Gästezimmer – Interviewformat mit Gästen aus Politik, Kultur, Wirtschaft etc.
Freitag:
Das zweite Magazin der Woche
Samstag:
Tanzstunde – Regionale DJs legen ihre Sets auf
Sonntag:
Wiedergabeliste – Die besten Songs aus den Magazinen und noch mehr aktuelle Musik

## Moderation
Da couchFM ein Ausbildungsradio ist, gibt es keine feststehenden Moderatoren. Jedes Redaktionsmitglied hat die Möglichkeit, sich im Moderieren zu üben, die Sendetechnik im Studio zu bedienen und eine Sendung zu planen.

## Herausgebende
Die aktuellen couchFM-Herausgebenden sind Viktoria Tkaczyk (Humboldt-Universität zu Berlin), Camilla Bork (Freie Universität Berlin), Stefan Weinzl (Technische Universität Berlin) und Christine Watty (Deutschlandfunk Kultur).